# Svalbards flygplats, Longyear
Svalbards flygplats (norska:Svalbard lufthavn, Longyear) är en civil norsk flygplats som ligger på Hotellneset omkring fem kilometer väster om Longyearbyen. Den ägs och drivs av Avinor AS.

## Historik
Under andra världskriget använde sig tyskarna under en period av en landningsplats i Adventdalen för att försörja en grupp soldater på en väderstation där. 
Samma landningsplan användes sporadiskt också civilt efter kriget. Det första passagerarplanet, en DC-4 från Braathens SAFE Airtransport AS, landade där den 2 april 1959 efter tre timmars flygning från norska fastlandet med fem mans besättning, varav en purser och fyra i cockpit.
Landningsbanan på Hotellneset började byggas 1973, och den 14 september 1974 landade det första flygplanet, en Fokker F-28 från Braathens SAFE. Flygplatsen invigdes den 2 september 1975. Landningsbanan ligger på permafrost för att hindra skador på grund av frostsprängning. Detta har inte fungerat helt bra, utan flygplatsen har ofta haft problem med frostskador. Ombyggnader har skett 1989 och 2006, vilket delvis löst problemen.
En ny terminalbyggnad togs i bruk 2007.
Flygbolag med reguljär passagerartrafik på Svalbards flygplats är SAS, som har dagliga turer till Tromsø och Oslo, Norwegian, som har dagliga turer till Oslo, samt West Atlantic som har en post- och fraktlinje från och till Tromsø varje vardag. Eftersom det saknas vägar mellan samhällena på Svalbard, görs det regelbundna kontraktsflygningar av Lufttransport AS med två Dornier Do 122 till Ny-Ålesund och Svea, samt med helikopter till helikopterflygplatsen nära Barentsburg.
Svalbards flygplats har en lokal flygplatsinformationsservice (Aerodrome Flight Information Service, AFIS), men ingen lokal flygtrafikkontroll (ATS).
Svalbard ligger utanför Schengenområdet, och det är därför passkontroll på Svalbards flygplats.

## Destinationer
| Flygbolag                                                                    | Destinationer         |
| ---------------------------------------------------------------------------- | --------------------- |
| Arktikugol: kontraktsflygning med helikopter                                 | Barentsburg           |
| Arktikugol: kontraktsflygning med ryskt flygbolag                            | Moskva (Sheremetyevo) |
| Kings Bay AS: kontraktsflygning med Lufttransport                            | Ny-Ålesund, Svea      |
| Store Norske Spitsbergen Kulkompani A/S: kontraktsflygning med Lufttransport | Svea                  |
| Norwegian Air Shuttle: reguljärflyg                                          | Oslo                  |
| Scandinavian Airlines:reguljärflyg                                           | Oslo och Tromsø       |
| West Atlantic:linjefrakt                                                     | Tromsø                |

## Fotogalleri

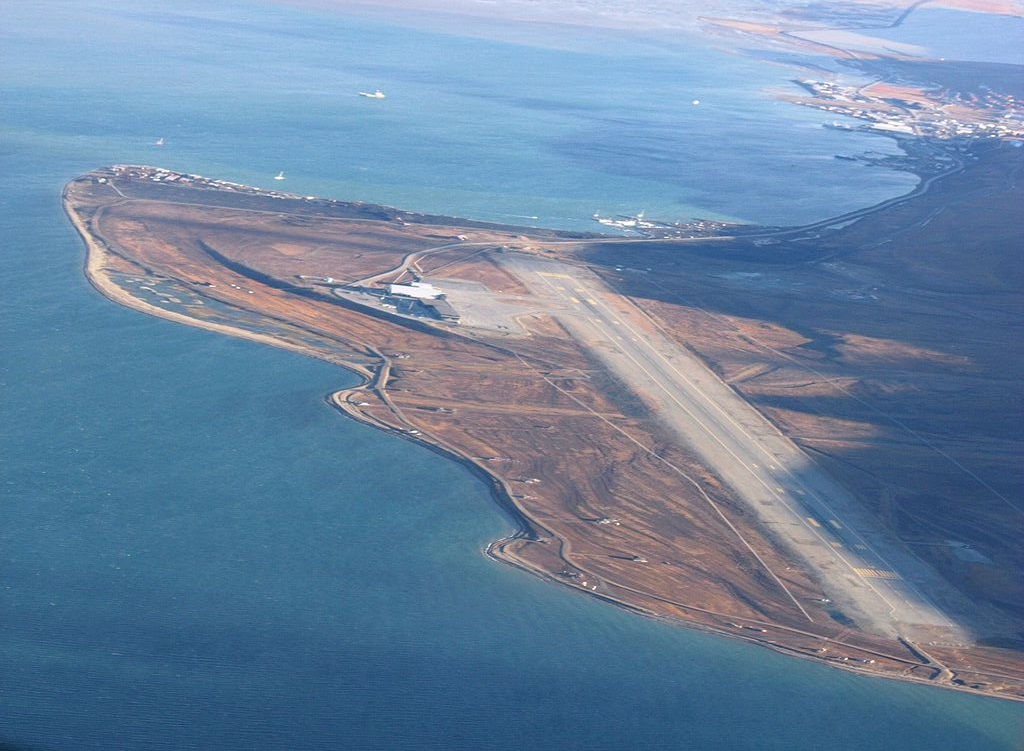
Hotellneset, med Svalbards flygplats, sett från nordväst
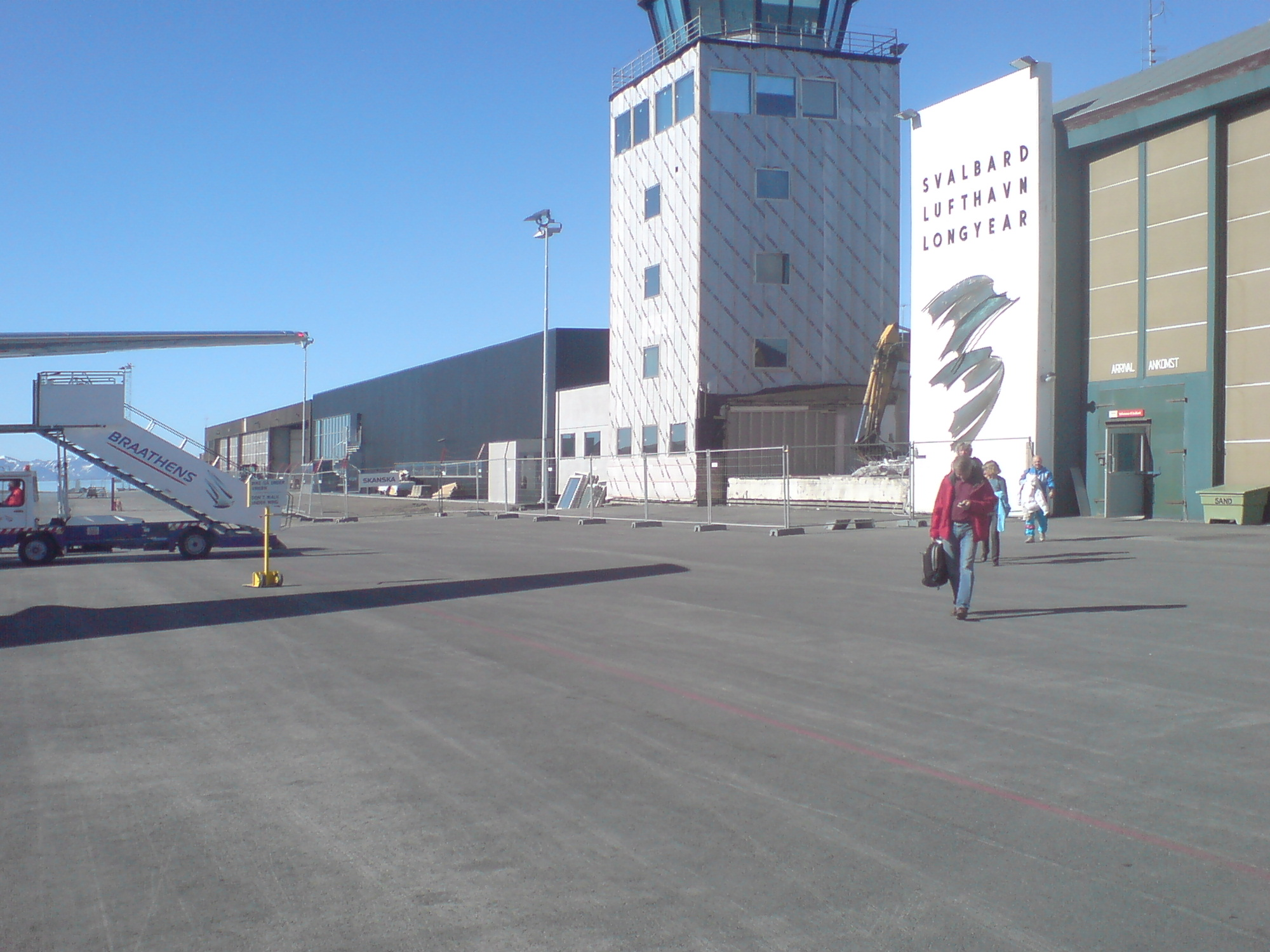
Terminalbyggnad, från 2007
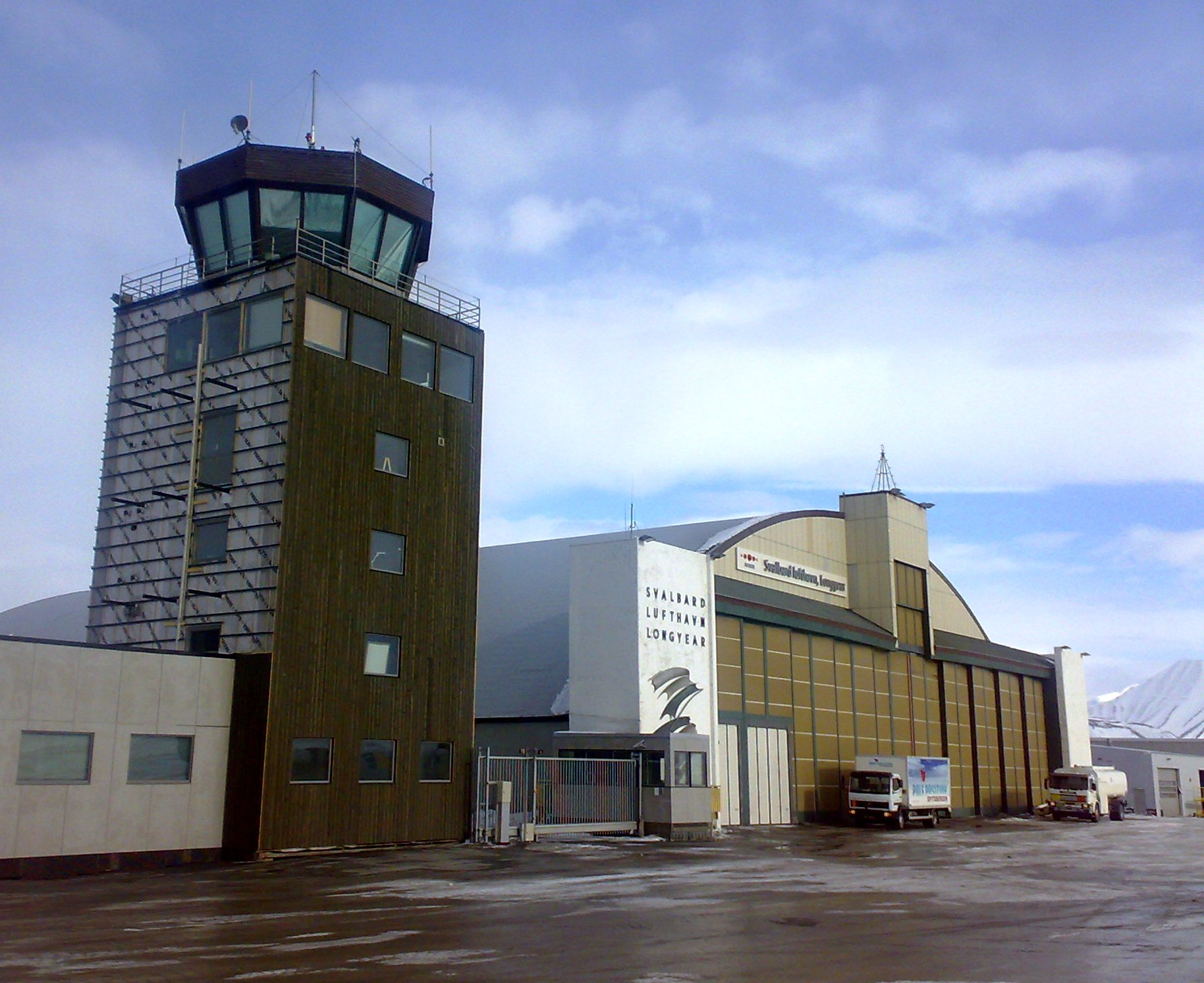
Flygledartorn och hangar
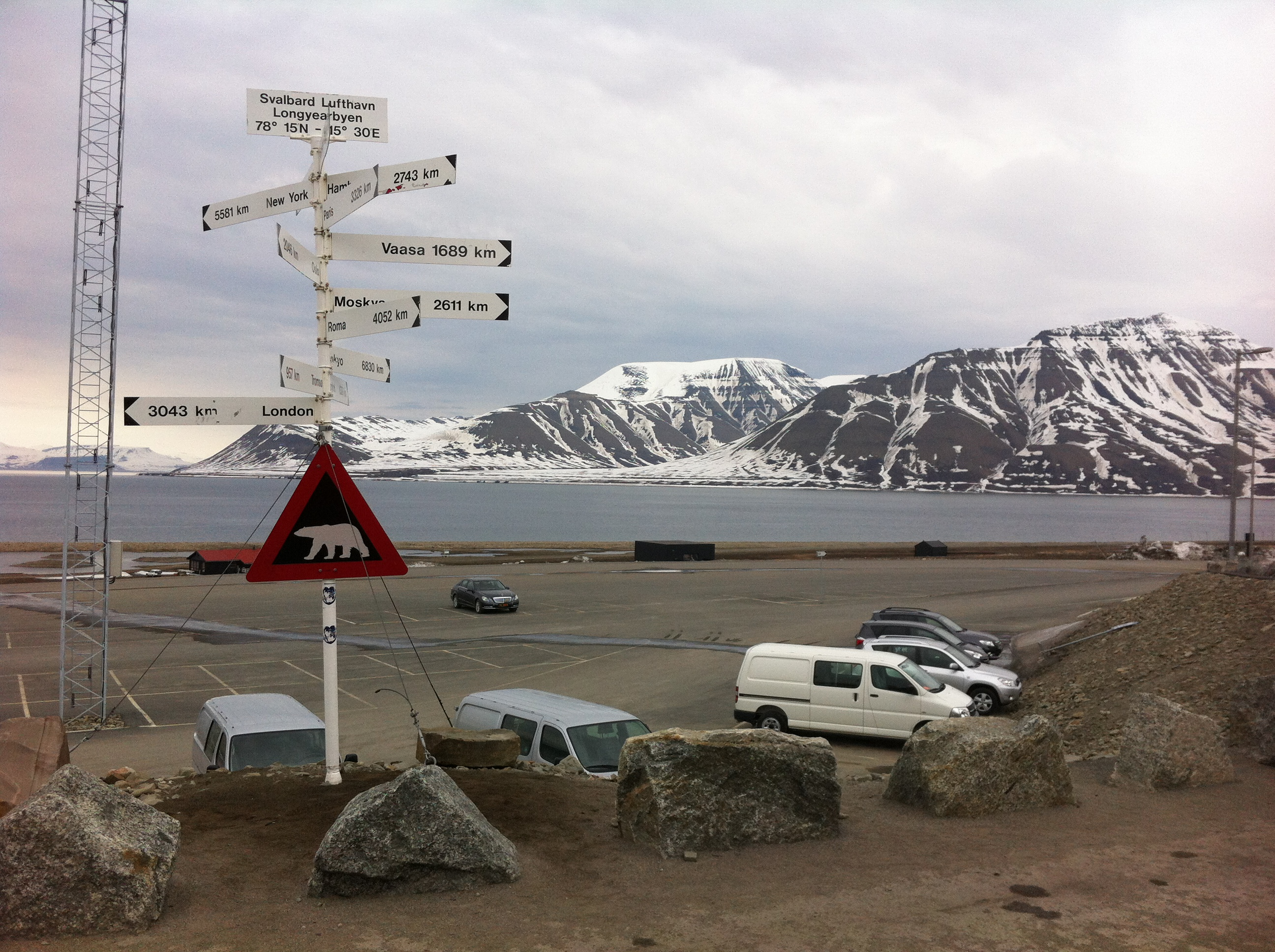
Avståndsskylt. I bakgrunden Adventfjorden mynning i Isfjorden, med Revneset till höger
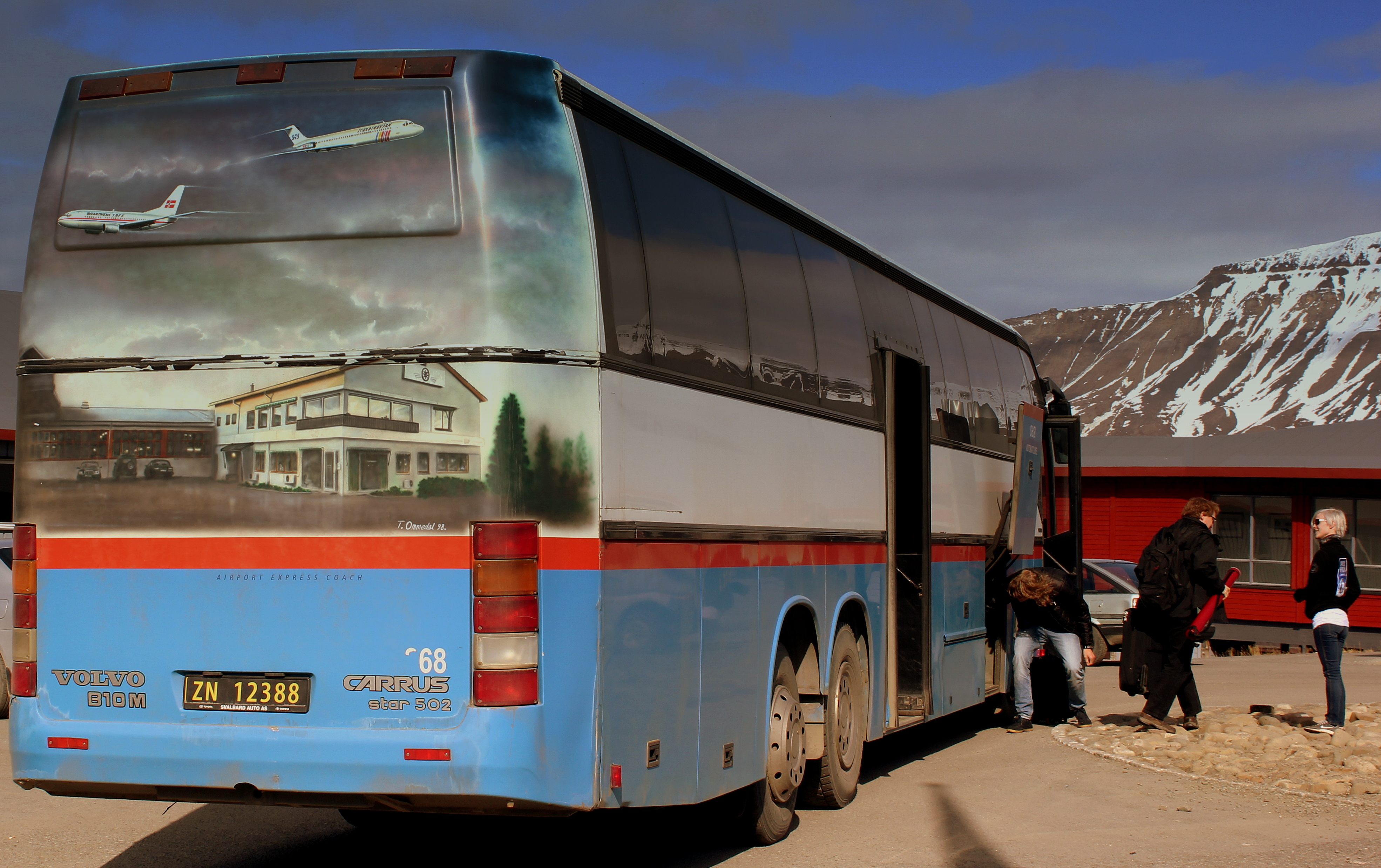
Flygbuss till hotellen i Longyearbyen

## Olyckor
Den 10 oktober 1986 havererade  ett Cessna-plan strax efter avgång från flygplatsen. Alla sex personer ombord omkom.
Den 29 augusti 1996 havererade flight 2801, ett ryskt Tupolev Tu-154M-plan från Vnokovo Airlines, i Operafjället under inflygning till flygplatsen. Planet var på väg från Moskva till Longyearbyen med ryska och ukrainska gruvarbetare. Alla 141 personer ombord omkom, och detta är den flygolycka som har tagit flest liv på norsk mark.,